# Афарський трійник

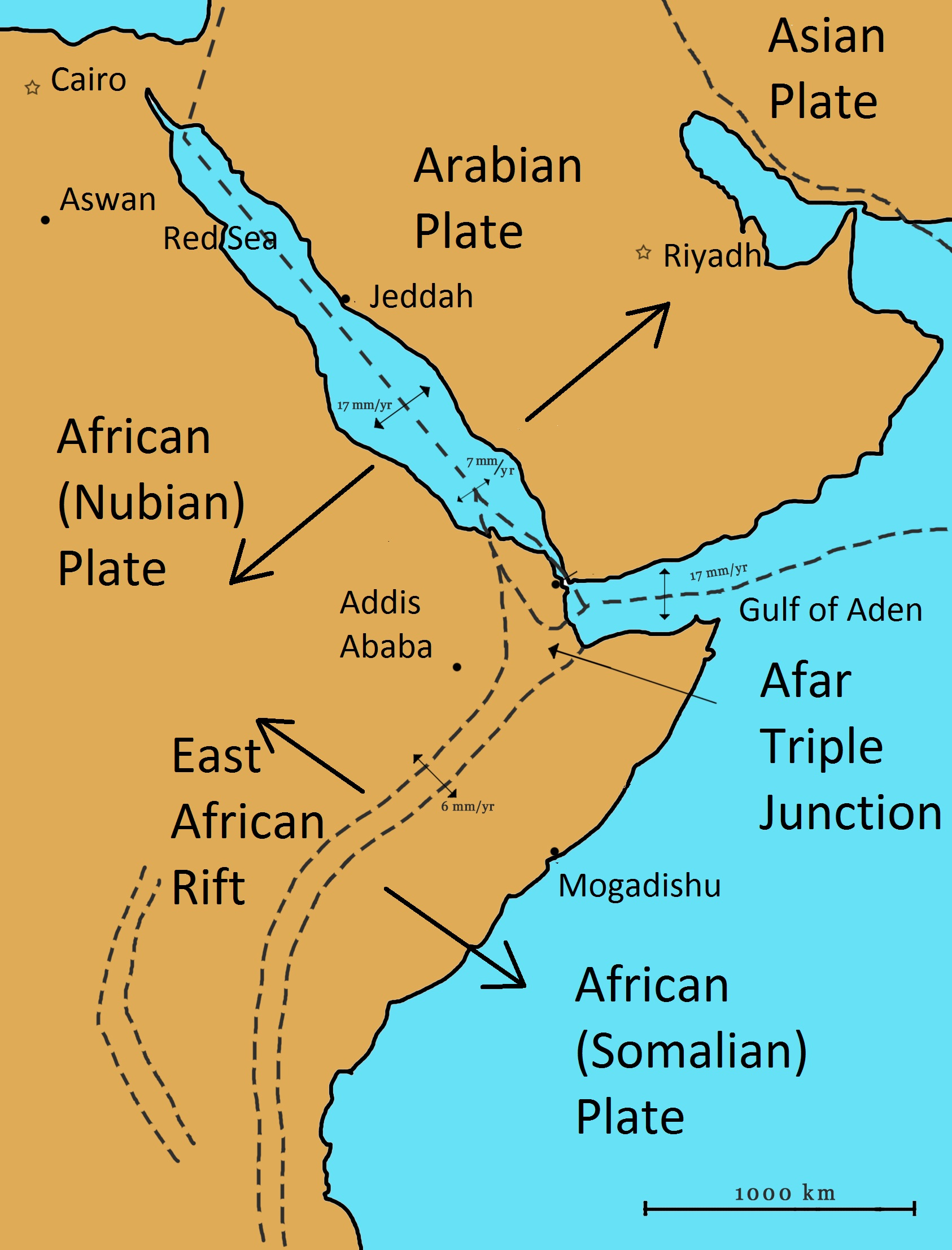
Двосторонніми стрілками позначені напрямки поширення рифтів. Односторонніми стрілками позначено загальний рух плит.

Афарський трійник — стик трьох тектонічних рифтів або хребтів з центром в Афарський улоговині на північному сході Африки.
Знаходиться вздовж дивергентної границі плит, що розділяє Нубійську, Сомалійську та Аравійську плити. Ця територія вважається сучасним прикладом континентального рифтингу, що призводить до спредингу та утворення океанічного басейну. Тут перетинаються рифт Червоного моря, Східно-Африканський рифт й Аденський хребет. З'єднуючись три границі плит утворюють трійник.
На південь прямує на 6500 км Східно-Африканський рифт від Афарської улоговини до Мозамбіку.
На північ, під Червоним морем, прямує до Мертвого моря рифт Червоного моря, тоді як на схід прямує Аденський хребет, що проходить через Аденську затоку і з'єднується з Центральноіндійським хребтом. Обидва останні рукава знаходяться нижче рівня моря і за будовою схожі на серединно-океанічний хребет.